# Porta Pia

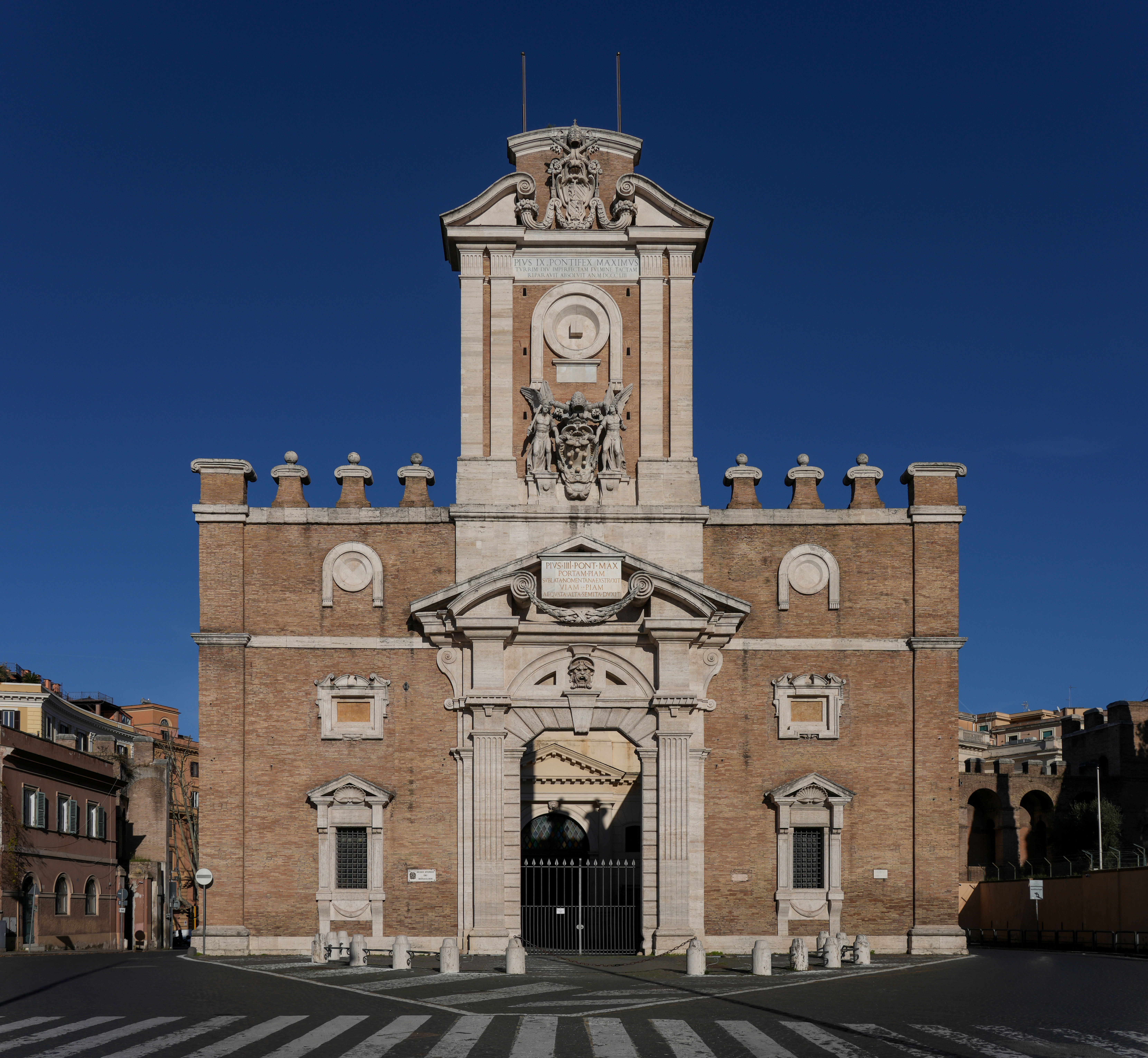
Fachada interna, desenhada por Michelangelo

A Porta Pia é uma porta edificada por Michelangelo que se abre na antiga Muralha Aureliana da cidade de Roma, na Itália.
Uma das melhorias cívicas de Papa Pio IV na cidade, recebeu o nome dele. Situada no final de uma nova rua, a Via Pia, foi projetada por Michelangelo em substituição à Porta Nomentana situada várias centenas de metros ao sul, que foi fechada ao mesmo tempo. A construção começou em 1561 e terminou em 1565, após a morte do artista. Uma medalha comemorativa de bronze de 1561 de Gianfederico Bonzagna mostra um plano inicial de Michelangelo, muito diferente de seu desenho final.